# 卡萨雷霍斯
卡萨雷霍斯，是西班牙卡斯蒂利亚-莱昂索里亚省的一个市镇。总面积28平方公里，总人口265人（2001年），人口密度9人/平方公里。